# Witold Ujejski
Witold Józef Marian Ujejski vel Ujejski Szreniawa de Rupniew (ur. 19 marca 1892 w Sewerynce, zm. 1940 w ZSRR) – major kawalerii Wojska Polskiego.

## Życiorys
Urodził się 19 marca 1892 w Sewerynce przynależnej do Oleska, w ówczesnym powiecie złoczowskim Królestwa Galicji i Lodomerii. Był synem Bronisława i Zofii z Pajączkowskich. Jego siostrą była Maria (po mężu Babecka).
1 listopada 1918 został przyjęty do Wojska Polskiego. Został awansowany do stopnia rotmistrza kawalerii ze starszeństwem z dniem 1 czerwca 1919. W latach 20. był oficerem 4 pułku strzelców konnych, w tym w 1924 jako oficer nadetatowy służył w Centralnej Szkole Kawalerii. 18 lutego 1928 prezydent RP nadał mu z dniem 1 stycznia 1928 stopień majora w korpusie oficerów kawalerii i 1. lokatą. W kwietniu tego roku został przeniesiony z 10 pułku strzelców konnych w Łańcucie do 25 pułku ułanów w Prużanie na stanowisko dowódcy szwadronu liniowego. W marcu 1929 został zwolniony z zajmowanego stanowiska i oddany do dyspozycji dowódcy Okręgu Korpusu Nr IX, a z dniem 30 września tego roku przeniesiony w stan spoczynku.
W 1934 jako oficer stanu spoczynku był przydzielony do Oficerskiej Kadry Okręgowej Nr VI jako oficer w dyspozycji dowódcy O.K. VI i pozostawał wówczas w ewidencji Powiatowej Komendy Uzupełnień Lwów Miasto. Był członkiem Towarzystwa Hodowli Konia Arabskiego w Polsce.
Po wybuchu II wojny światowej i agresji ZSRR na Polskę 17 września 1939 na terenach wschodnich II Rzeczypospolitej został aresztowany przez sowietów. W 1940 zamordowany przez NKWD. Jego nazwisko znalazło się na tzw. Ukraińskiej Liście Katyńskiej opublikowanej w 1994 (został wymieniony na liście wywózkowej 55/4-33 oznaczony numerem 3004). W miejscu spoczynku ofiar z tej części zbrodni katyńskiej otwarty został w 2012 Polski Cmentarz Wojenny w Kijowie-Bykowni.

## Ordery i odznaczenia
- Brązowy Medal Zasługi Wojskowej z mieczami na wstążce Krzyża Zasługi Wojskowej
- Krzyż Wojskowy Karola
- Krzyż Pamiątkowy Mobilizacji 1912–1913